# Копа (Жамбылский район)
Копа (каз. Қопа) — село в Жамбылском районе Алматинской области Казахстана. Входит в состав Самсинского сельского округа. Находится примерно в 53 км к северо-западу от села Узынагаш. Код КАТО — 194259200.

## Население
В 1999 году население села составляло 531 человек (260 мужчин и 271 женщина). По данным переписи 2009 года, в селе проживало 570 человек (299 мужчин и 271 женщина).